# Caza, pesca y animales en el antiguo Egipto
La cultura del antiguo Egipto está llena de tradiciones y prácticas que se conocen hasta hoy. La vida salvaje en el antiguo Egipto difería de la vida  salvaje que se encuentra actualmente en Egipto por varios factores y variables. Animales como elefantes, rinocerontes, cocodrilos e hipopótamos solían vivir en diferentes partes de Egipto, sin embargo estos animales no existen en el Egipto actual. Los animales eran muy apreciados e importantes en la historia egipcia; incluso algunas deidades fueron representadas como animales; como Hathor la diosa de la fertilidad, el amor y la belleza fue representada como una vaca.

## Animales y religión
En el antiguo Egipto, existía una ceremonia para el sacrificio de animales. Sin embargo, no hay un ritual común, sino varias ceremonias diferentes, la más importante de las cuales está representada en el templo Ra, los textos dramáticos del Ramesseum y en el Libro de Ceremonia de apertura de la boca. Las imágenes suelen mostrar la misma escena, en la que un toro está tumbado en el suelo, con las patas atadas; al otro lado del toro, hay una mujer; con el carnicero listo para cortarle las patas delanteras, un supuesto sacerdote de pie detrás del carnicero y un sacerdote lector. La mujer es identificada como una diosa, Isis; el sacerdote da la señal para que el carnicero mate al toro y el sacerdote lector recita el ritual.

## Caza en los pantanos
La caza en los pantanos era un evento social que las familias de la sociedad de la clase alta practicaban. La caza en los pantanos incluía la caza con palos y la pesca con lanza. Según los relatos de los mal conservados The Pleasures of Fishing and Fowling (Los placeres de la pesca y la caza de aves) y The Sporting King (El rey deportivo) que fueron editados por R. A. Caminos. T., estas narraciones describían cómo la clase alta disfrutaba de la caza como deporte recreativo. The Pleasures of Fishing and Fowling narra las cacerías en pantanos del rey Amenemhat II, en las que el grupo de caza real viaja a un lago en Fayum. El grupo incluía a las mujeres del harén y a los hijos del rey.

### Aves de corral con palos
La ubicación geográfica de Egipto jugó un papel importante en la variedad y la población de aves en Egipto. Las aves eurasiáticas migratorias agotadas por su largo viaje viban a descansar en los humedales del delta del Nilo. Los antiguos egipcios aprovechaban las grandes bandadas de aves y las cazaban ya sea para alimento, ofrendas a los muertos y a los dioses. La caza de aves con palos se consideraba un deporte practicado por la realeza en el antiguo Egipto. La caza con palos se practicaba lanzando un palo a las aves voladoras. Inicialmente, la caza de aves con palos fue considerada como una afición practicada por la élite, La caza de aves con palos se convirtió en una práctica común para los plebeyos y no específica de la realeza después de la dinastía V de Egipto.

## Pesca
Los peces eran muy abundantes en Egipto, ya que está situado tanto en el Mediterráneo como en el Rojo. Mares, junto con el río Nilo. La pesca se practicaba tradicionalmente en el río Nilo, ya fuera con redes de una embarcación, con redes de arrastre desde la orilla o con redes de proa en las orillas estrechas del río. Por otro lado, la pesca también se practicaba como un deporte de placer. La pesca con arpón y la pesca con anzuelo eran dos tipos de pesca como deporte que requerían mucha paciencia y habilidad.

### Pesca con arpón
Un método de pesca exigente y desafiante, la pesca submarina requiere ciertos atributos en el pescador, como la paciencia para engañar a los peces y una cierta cantidad de precisión para terminar con un lanzamiento bien dirigido. La pesca con arpón en el antiguo Egipto tenía un mayor valor como deporte que la pesca con caña. Originalmente, en la prehistoria y en los primeros tiempos, la pesca con arpón solo servía para proveer comida, y luego evolucionó para llegar ser una actividad recreativa para la clase alta.

#### Arpones de pesca y su construcción
Según las evidencias arqueológicas, las lanzas usadas en los deportes podrían ser divididas en tres tipos; lanzas con una sola cabeza, lanzas con dos cabezas y arpones. No está claro si los arpones se utilizaban para pescar solo peces o también cocodrilos e hipopótamos; esto se debe al tamaño relativamente pequeño del arpón en relación con el tamaño de los hipopótamos y los cocodrilos.

### Anzuelo
Al igual que la pesca moderna, la pesca con anzuelo era una técnica de pesca muy común, que requiere un anzuelo; sin embargo, no se utilizaban cañas de pescar en ese momento, sino gruesas líneas de mano. La pesca con caña se practicaba sobre todo entre los plebeyos y no entre los egipcios de clase alta. A diferencia de la pesca con arpón, la pesca con caña no se practicaba como un deporte, sino que era un medio importante para obtener alimentos. Las evidencias gráficas disponibles no muestran a personas de clase alta practicando la pesca con caña. Sin embargo, normalmente las imágenes muestran a personas comunes utilizando la pesca con caña para pescar desde un barco, con sus amos mirando. La evidencia de la primera caña de pescar aparece en el período del Reino Medio, en la tumba de Beni Hasan. Más tarde, en las tumbas de los funcionarios de las dinastías XVIII y XIX, vemos evidencia de egipcios de clase alta que practicaban la pesca con caña con sus esposas, lo que indica que para ese entonces la pesca con caña se había convertido en un deporte recreativo en la clase alta.

## Caza

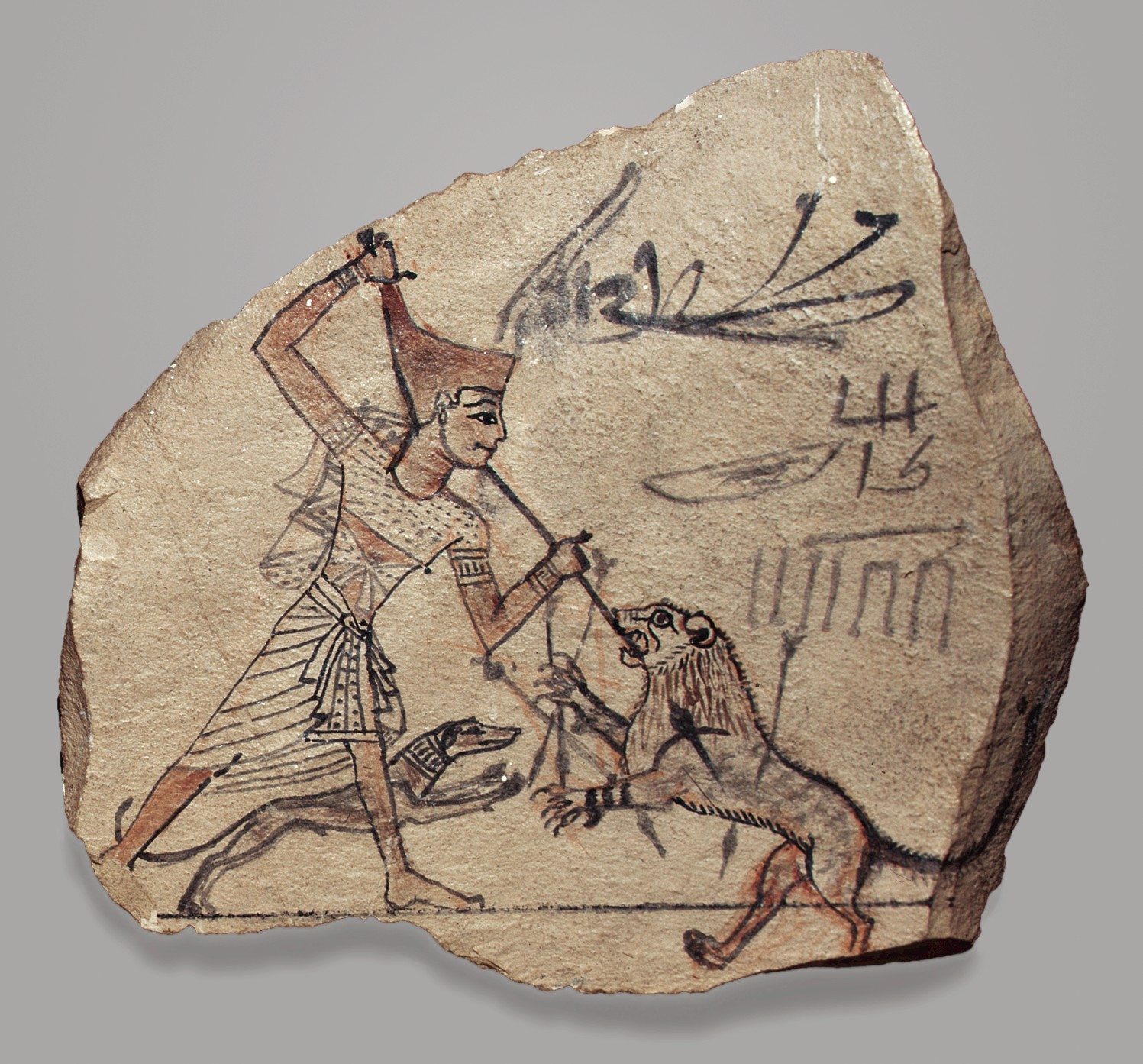
Óstraka del Antiguo Egipto en el Museo Metropolitano de Arte, donación de Edward S. Harkness, La caza en el Antiguo Egipto, La caza del león en el arte, Los leones en el Antiguo Egipto, Obras de la XX dinastía egipcia

En el antiguo Egipto, la caza se practicaba como una forma de recolectar alimentos y para la autodefensa contra los animales salvajes. Una vez que la gente empezó a domesticar animales y a depender de la cría de animales para la alimentación, la caza perdió su importancia como fuente de nutrición. Como resultado de esta menor dependencia de la caza para la alimentación, la caza se convirtió en un deporte recreativo. La caza era practicada por la realeza para significar el poder y la capacidad de proteger a su pueblo del peligro.

### Hipopótamos
El hipopótamo a menudo significaba caos y maldad en el antiguo Egipto, ya que se creía que el hipopótamo era la encarnación del dios Seth, el adversario de los dioses buenos Osiris y Horus. Horus entonces vengó a su padre Osiris matando a Seth, quien se encarnó en hipopótamo. El rey tomaba entonces el papel de Horus cada vez que mataba al hipopótamo. A partir de la primera dinastía, se han encontrado algunos cuadros con escenas en las que el rey caza solo, ya que, como se ha dicho, el hipopótamo se convirtió en el símbolo del caos y el mal. La caza del hipopótamo mostraba el poder inigualable del rey, como se muestra en el sello cilíndrico del rey Den, donde lucha sin armas y sujeta al hipopótamo. Se han encontrado otras pinturas de propietarios de tumbas en el Reino Nuevo matando a un hipopótamo. Se cree que estas pinturas tienen un exclusivo significado religioso.

### Toros salvajes
Los toros salvajes solían ser cazados por los reyes, esto es evidente en la historia del rey Amenofis III, donde un hombre informó al rey de que había toros salvajes en el desierto en la zona de Fayum.  El rey viajó entonces al norte de Fayum acompañado de su ejército y ordenó a los soldados que observaran los toros salvajes y los confinaran con vallas y zanjas. El rey Amenofis III pasó cuatro días en la cacería sin descansar sus caballos y cuantificó noventa y seis toros salvajes de un total de ciento setenta toros observados. Además, se han representado dibujos de la caza del toro en las paredes del templo funerario de Ramsés II (Ramesseum) en Madinet Habu, donde apuñala a un toro herido que exhala su último aliento.

### Leones
A menudo se identifica a los leones como un símbolo de poder en el reino animal. Las primeras imágenes de caza de leones datan de la prehistoria tardía o de los primeros tiempos de la historia y en un principio no se pretendía que fuera un deporte, sino librar al país de una plaga que amenazaba a la gente. Más tarde, surgieron imágenes del rey agarrando al león para apuñalarlo hasta la muerte, como se mostró en el templo de Ramsés III en Madinet Habu. Además, Tutmosis III se jactaba de su habilidad para cazar leones, afirmando que mataba siete leones en un segundo disparando flechas con su arco. Amenofis III, un aficionado a la caza mayor, tenía una lista de los animales que cazaba, incluyendo ciento dos leones salvajes en su primera década como gobernante.

### Elefantes
En la prehistoria, los elefantes eran despreciados e inicialmente expulsados por los egipcios, debido a que se comían los cultivos y dañaban la agricultura. No es hasta que los egipcios se introducen en Asia en la XVIII dinastía que entraron en contacto con los elefantes. La caza de elefantes era muy apreciada por los reyes egipcios debido a su marfil, el cual era muy valioso, además, la caza de elefantes demostraba el poder del rey debido al inmenso tamaño de los elefantes. Tutmosis III refirió que mató ciento veinte elefantes.